# باشگاه فوتبال مایا
باشگاه فوتبال مایا (انگلیسی: F.C. Maia) یک باشگاه فوتبال است که در ناحیه پورتو واقع شده و در سال 1954 تاسیس شده است.